# Adel Hamek
Adel Hamek, né le 25 octobre 1992, est un joueur algérien de badminton.

## Carrière
Lors des Championnats d'Afrique de badminton 2013 à Rose Hill, Adel Hamek obtient la médaille de bronze en double hommes avec Mohamed Abderrahime Belarbi.
Aux Championnats d'Afrique de badminton 2017 à Benoni, il remporte la médaille d'or en simple hommes et la médaille de bronze en double hommes avec Mohamed Abderrahime Belarbi. Il est médaillé d'or en double hommes avec Mohamed Abderrahime Belarbi aux Championnats d'Afrique de badminton 2018 à Alger. Il est médaillé de bronze en simple hommes et en double hommes avec Mohamed Abderrahime Belarbi aux Championnats d'Afrique de badminton 2022 à Kampala.
Il est médaillé d'argent en double hommes avec Mohamed Abderrahime Belarbi aux Championnats d'Afrique 2023 à Johannesbourg.
Aux Championnats d'Afrique par équipe, il est médaillé d'or en 2018, en 2022, en 2024 et en 2025, médaillé d'argent en 2021 et médaillé de bronze en 2016 et en  2023.
Il est médaillé d'argent en simple hommes et en double hommes avec Mohamed Abderrahime Belarbi aux Jeux panarabes de 2023 à Alger.